# Polysyntetiske sprog
De polysyntetiske sprog er en undergruppe under de syntetiske sprog, det vil sige sprog, hvor de enkelte ord ændrer form for at kunne anvendes i ulige grammatiske sammenhænge. I polysyntetiske sprog forenes et stort antal separate morfem sammen i et eneste langt ord. Dette i modsætning til andre syntetiske sprogtyper: agglutinerende sprog hvor en række affixer føjes til en ordstamme, og flekterende sprog (blandt andre dansk) hvor en række relaterede ordformer (paradigmer) anvendes for at udtrykke grammatiske roller, men hvor hver given form repræsenterer et helt kompleks af grammatiske særtræk (som numerus, genus og så videre). Mange indianske sprog og papuanske sprog er polysyntetiske.
Som eksempler på polysyntetiske sprog kan nævnes:
- Ainu - nordlige japan
- Cherokesisk - et indiansk sprog
- Chukchi - palæosibirsk sprog
- Grønlandsk
- Inuktitut
- Mohawk
- Nahuatl (aztekisk - tales i Guatemala)
- Sora
- Tiwi - australsk aboriginal sprog
- Tjuktjisk
- Yupik